# كان يا ما كان الحياة (مسلسل)
كان يا ما كان...الحياة (بالفرنسية: Il était une fois... la vie)‏، (باليابانية: 生命の科学ミクロパトロール)، هو مسلسل رسوم متحركة فرنسي-ياباني-سويسري-إيطالي-إسباني يحكي قصة جسم الإنسان للأطفال. تم إنتاج البرنامج في الأصل في فرنسا في عام 1987 من قبل استديو بروسيديس وإخراج ألبرت باريل. يتألف المسلسل من 26 حلقة وتم عرضه أولاً على القناة الفرنسية Canal+ ثم على قناة FR3 المملوكة للدولة. هذا هو الجزء الثالث من سلسلة كان يا ما كان

## قصة المسلسل
كان يا مكان مسلسل تعليمي ترفيهي يقدم العديد من المعلومات المفيدة ويجمع العديد من الوقائع ليقدمها بصورة جميلة للأطفال.
أُستخدم في مسلسل «كان يا ما كان» نفس الشخصيات من المواسم الأخرى من سلسلة كان يا ما كان: تمثل الشخصيات الجيدة الخلايا التي تشكل أنظمة الجسم وآليات الدفاع مثل خلايا الدم الحمراء وخلايا الدم البيضاء والصفائح الدموية، في حين تمثل الشخصيات السيئة الفيروسات والبكتيريا التي تهدد بمهاجمة جسم الإنسان. كل حلقة من المسلسل ظهرت على هيئة جهاز أو نظام مختلف داخل جسم الإنسان (مثل الدماغ والقلب والدورة الدموية إلخ).
تبدأ النسخة الفرنسية بأغنية " la Vie " (الحياة) والتي أدتها ساندرا كيم الفائزة بجائزة مسابقة الأغنية الأوروبية 1986.
تم بث المسلسل في العديد من الدول مثل الدول العربية وبلجيكا وكندا وتشيكوسلوفاكيا وفنلندا وفرنسا والغابون وألمانيا واليونان وهنغاريا وآيسلندا وأيرلندا وإيطاليا واليابان وهولندا والنرويج وبولندا والبرتغال وجنوب أفريقيا وإسبانيا والسويد وسويسرا وتركيا والمملكة المتحدة وكرواتيا.

## الشخصيات
اعتمدت السلسلة نفس الشخصيات المستخدمة في سلسلة كان يا مكان.. رجل. وكل شخصية من هذه الشخصيات تظهر كشخص حقيقي (الطبيب العجوز الذكي، الأم الشقراء، الفتى والفتاة، وصديقهم السمين، وبعض الفتيان السيئين) وأيضا بعض الخلايا المشبهة بالإنسان ووظائف الخلايا داخل جسم الإنسان:
- مدير العقل: ويمثل بالمايسترو، الرجل العجوز الملتحي.
- نواة الخلية: ويمثل بالمايسترو، عادة ما يكون نائماً في كرسيه.
- إنزيم: وتتمثل بالعمال، يلبسون ملابس كاملة وقبعة بيسبول.
- الهرمونات، رسل الجسم، وتتمثل في روبوتات لكل منهم لون خاص به يمثل وظيفته.
- خلايا الدم الحمراء: وتتمثل كأناس حمر، البروفسور غلوبوس الذي يتحدث عن كيفية عمل الجسم البشري. هيمو وصديقته الفضولية غلوبين، يحملان فقاعات الأكسجين أو فقاعات ثاني أكسيد الكربون في حقيبة الظهر. وعندما يكون لونهما فاتحا فإنهما يحملان الأوكسجين، وحين يكون لونهما أحمرا قاتما فإنهما يحملان ثاني أكسيد الكربون.
- الصفائح الدموية: ممثلة في الأقراص المسطحة الحمراء مع الساقين والوجه والذراعين.
- خلايا الدم البيضاء: شرطة الجسم.
- الخلايا الحبيبية العدلة (العدلات): ممثلة في رجال الشرطة باللون الأبيض ويلبسون شارة نجمة صفراء. يحملون الهراوات ويقومون بابتلاع الطفيليات، يستطيعون استنساخ أنفسهم أكثر من مرة، وفي أغلب الوقت يعملون على تنظيم حركة المرور كرجال شرطة المرور. قائدهم يدعى جمبو أو جمبو الأبن.
- الخلايا اللمفاوية:
  - الخلايا اللمفاوية B : مجموعة من الجنود لكل منهم طائرة خاصة به تحتوي على قنابل. (الكابتن بيتر) يرتدون زياً موحداً لونه أزرق فاتح.
  - الخلايا اللمفاوية T : نفس النوع ولكنها بطائرات مزودة بدخان يقتل البكتريا.
- الدورة الدموية: تتمثل بمجموعة من النساء يمولن قنابل الهستامين التي ترمى بها البكتريا فتقتلها.
- البلاعم: تتمثل بمركبات صفراء اللون تشبه الضفدع مع رأس كبير وثلاث عجلات وكل عين منها تحتوي على غرفة قيادة يجلس بها الطيار وظيفتها إزالة الأجسام الغريبة عن الجسم وخلال أوقات الطوارئ يتناولون البكتريا والفيروسات لحماية الجسم.
- الأجسام المضادة: تتمثل بحشرات صغيرة بعدما يتم تحفيزها من قبل العوامل المعدية تنتشر حول البكتريا أو الفيروسات ويقوم بشل حركتها وتدميرها. قائدهم يدعى مترو.
- البكتريا: تتمثل بفتيان زرق سيئين.
- الفيروسات: تتمثل بديدان صفراء لديها يدان على شكل فتيان سيئين.
- الجزيئات العضوية: تتمثل بحرفين كبيرين.
- الدهون: تتمثل بمهور صفراء.
- البروتينات: تتمثل كحرف عضلي قوي طويل القامة برتقالي كالكلب.
- السكريات: تتمثل في سداسي الشكل الأخضر والأرجواني وخماسي الشكل.
- الأحماض الأمينية: لها نفس مظهر الأجسام المضادة وغير مرئية حتى حلقة صنع البروتين.
- حمض نووي ريبوزي منقوص الأكسجين / حمض نووي ريبوزي: يشرح بالتفصيل في حلقة صنع البروتين.

## الحلقات
1. الخلية
2. الولادة
3. حراس الجسم
4. نخاع العظم
5. الدم
6. اللويحات الصغيرة
7. القلب
8. التنفس
9. الدماغ
10. الخلايا العصبية
11. العين
12. الأذن
13. الجلد
14. الفم والأسنان
15. الهضم
16. الكبد
17. الكلى
18. الجهاز اللمفاوي
19. العظام
20. العضلات
21. حرب السموم
22. التطعيم
23. الهرمونات
24. التغذية
25. فترة العمل الليلي
26. وتستمر الحياة

## البث
| البلد            | البث التلفزيوني                                         |
| ---------------- | ------------------------------------------------------- |
| جنوب أفريقيا     | TV 1                                                    |
| فرنسا            | FR3 **, Canal+ **, جولي                                 |
| الغابون          | RTG Chaine 1                                            |
| كندا             | شبكة سي بي سي، Télévision de Radio-Canada **            |
| كرواتيا          | HRT, RTL Kockica                                        |
| إسبانيا          | التلفزيون الإسباني (TVE) **                             |
| إيطاليا          | إيطاليا 1 ‏                                              |
| هولندا           | Katholieke Radio Omroep (KRO) **                        |
| سويسرا           | TSR (French) **, RTSI (Italian) **                      |
| بلجيكا           | آر تي بي إف **, BRT **                                  |
| اليونان          | ERT                                                     |
| التشيك           | Česká televize (ČT)                                     |
| اليابان          | Eiken Co. Ltd. */**                                     |
| السويد           | التلفزيون السويدي (SVT)                                 |
| النرويج          | هيئة الإذاعة النرويجية (NRK)                            |
| ألمانيا الغربية  | WDR، SWF                                                |
| النمسا           | ORF                                                     |
| إسرائيل          | التلفزيون التربوي الإسرائيلي (IETV)                     |
| تشيلي            | تلفزيون +، TVN                                          |
| بولندا           | التلفاز البولندي (TVP)                                  |
| روسيا            | Carousel (TV channel)                                   |
| البرتغال         | RTP                                                     |
| جمهورية أيرلندا  | RTÉ                                                     |
| سوريا            | القناة الأولى                                           |
| تركيا            | TRT                                                     |
| المملكة المتحدة  | القناة الرابعة البريطانية، Cartoon Network              |
| سلوفاكيا         | Slovenská televízia (STV)                               |
| سلوفينيا         | Radiotelevizija Slovenija 1                             |
| فنلندا           | Yle TV1، Yle Teema                                      |
| المجر            | Minimax                                                 |
| آيسلندا          | Sjónvarpið (RÚV)                                        |
| كوريا الجنوبية   | EBS                                                     |
| هونغ كونغ        | TVB                                                     |
| تايلاند          | Bangkok Broadcasts & television co., Ltd (CH7 Thailand) |
| الولايات المتحدة | بي بي إس                                                |
| هايتي            | TNH                                                     |

* شركة إنتاج
** مساهمة في الإنتاج

## النسخة العربية
- الأصوات

ماجدة الإمام 
 برهان سعادة 
 هشام حمادة 
 رسمي أبو علي 
 ميرنا العلان 
 أحمد أبو سويلم 
 ميسون خلاف 
 وحيد حيمور 
 خليل شحادة
- أغنية الشارة

كلمات: محمد الظاهر

ألحان: إلياس حنضل

غناء: عايدة الأميركاني
- كلمات الشارة

في كوننا الكبير الشمس تشرق

وقلبنا الصغير في الجسم يخفق

فشمسنا هي الحياة 

هذه هي الحياة 

هذه هي الحياة 

هذه هي الحياة 

لجسمنا أسرار بدقة الخلية 

تبنيه باستمرار بهمة قوية 

وتصنع الحياة 

هذه هي الحياة 

هذه هي الحياة 

هذه هي الحياة

هذه هي الحياة

كرات دمنا الحمراء والبيضاء 

موجودة هناك ترد عنا ما ساء 

وتضمن الحياة

نمضي لها إذاً في رحلة عجيبة 

لنكشف معاً أسرارها الغريبة 

ونعرف الحياة 

هذه هي الحياة 

هذه هي الحياة
- ترجمة النصوص

يوسف أبو العز

عايدة الأميركاني
- الدوبلاج والعمليات الفنية

استوديو بيسان فيلم
- التوزيع للعالم العربي

بيسان فيلم
- الإشراف الفني

بيسان فيلم

## روابط خارجية
- كان يا ما كان الحياة على موقع IMDb (الإنجليزية)
- كان يا ما كان الحياة على موقع نتفليكس (الإنجليزية)
- كان يا ما كان الحياة على موقع كينوبويسك (الروسية)
- كان يا ما كان الحياة على موقع ألو سيني (الفرنسية)
- كان يا ما كان الحياة على موقع قاعدة بيانات الفيلم (الإنجليزية)
- كان يا ما كان الحياة على موقع ANN anime (الإنجليزية)